# The Story of a Story
The Story of a Story er en amerikansk stumfilm fra 1915 af Tod Browning.

## Medvirkende
- Eugene Pallette som John Penhallow.
- Miriam Cooper som Miriam Penhallow.
- Frankie Newman.
- Charles Lee.
- Claire Anderson.